# Judensau

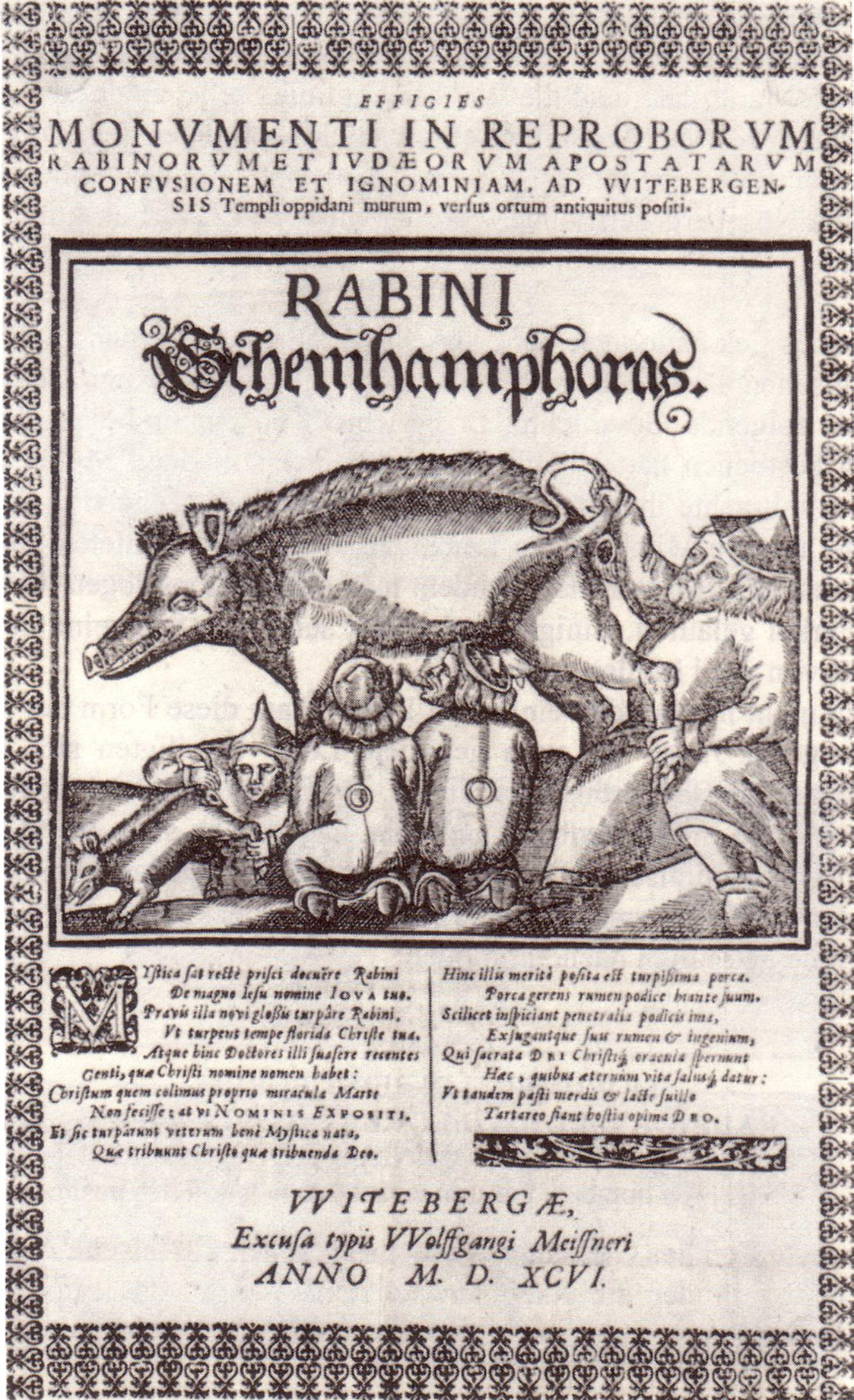
Opuscolo con la Judensau di Wittenberg, 1596

La Judensau (letteralmente in tedesco: «Scrofa degli Ebrei») è una rappresentazione disumana degli ebrei usata per descrivere motivi animali, metaforicamente apparsi durante il Medioevo nell'arte cristiana e nelle caricature antisemite, quasi esclusivamente nei paesi di lingua tedesca, soprattutto in Germania, e con qualche caso anche in Austria, Belgio, Svizzera, Svezia a partire dal secolo XIII fino al XVI secolo. In particolare l'utilizzo dell'immagine del maiale aveva lo scopo di umiliare e di disumanizzare gli ebrei e di far dire che gli ebrei fossero più simili ai suini  che ai primati  dato che il suino è considerato un animale impuro nella religione ebraica e il consumo della sua carne è espressamente vietato dal Casherut.
Nel XX secolo la campagna di propaganda antisemita nazista riprese questa denigrazione con l'insulto: saujude, ossia “porco ebreo”.

## Diffusione
Sculture medievali, rilievi o immagini di un Judensau rappresentano uomini e animali in stretto contatto. 

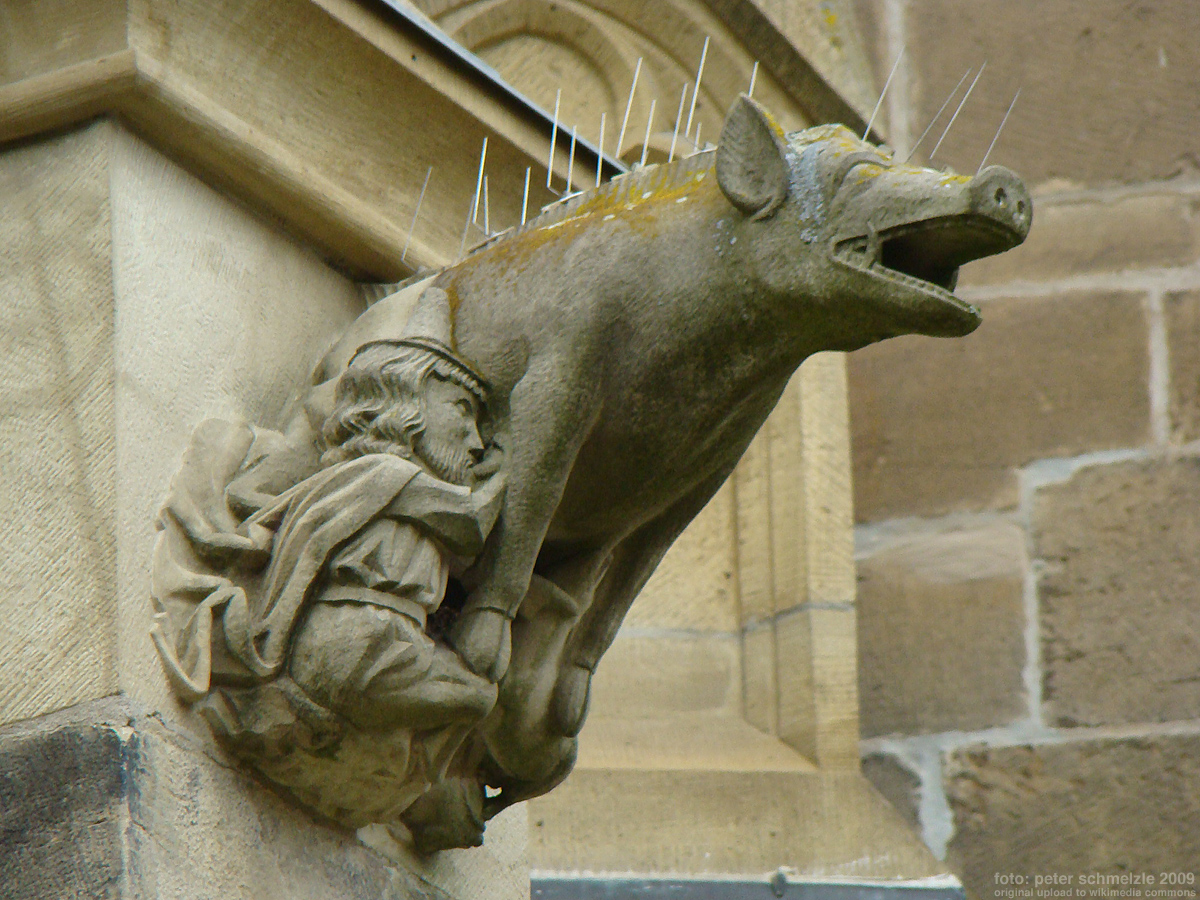
Bad Wimpfen, chiesa collegiata di San Pietro, doccione. Un ebreo succhia le mammelle di una scrofa

Le figure umane mostrano i tipici segni dei tratti allora prescritti per gli ebrei (vestiario, copricapi, ecc.). La maggior parte di queste figure li rappresentano come porcellini che succhiano i capezzoli di una scrofa. In alcune varianti essi sono rappresentati a cavallo di un maiale, il muso girato verso l'ano, dal quale sprizza urina, oppure abbracciati o bacianti un maiale.
In Europa sono note 48 di queste rappresentazioni. Nella Mitteleuropa ci sono ancora circa 30 siti ove si trovano. Alcuni sono così rovinati dal tempo che il motivo rappresentato è irriconoscibile. Alcuni non erano indicati nelle fonti e vennero riscoperti solo dal 2000.

## Galleria d'immagini

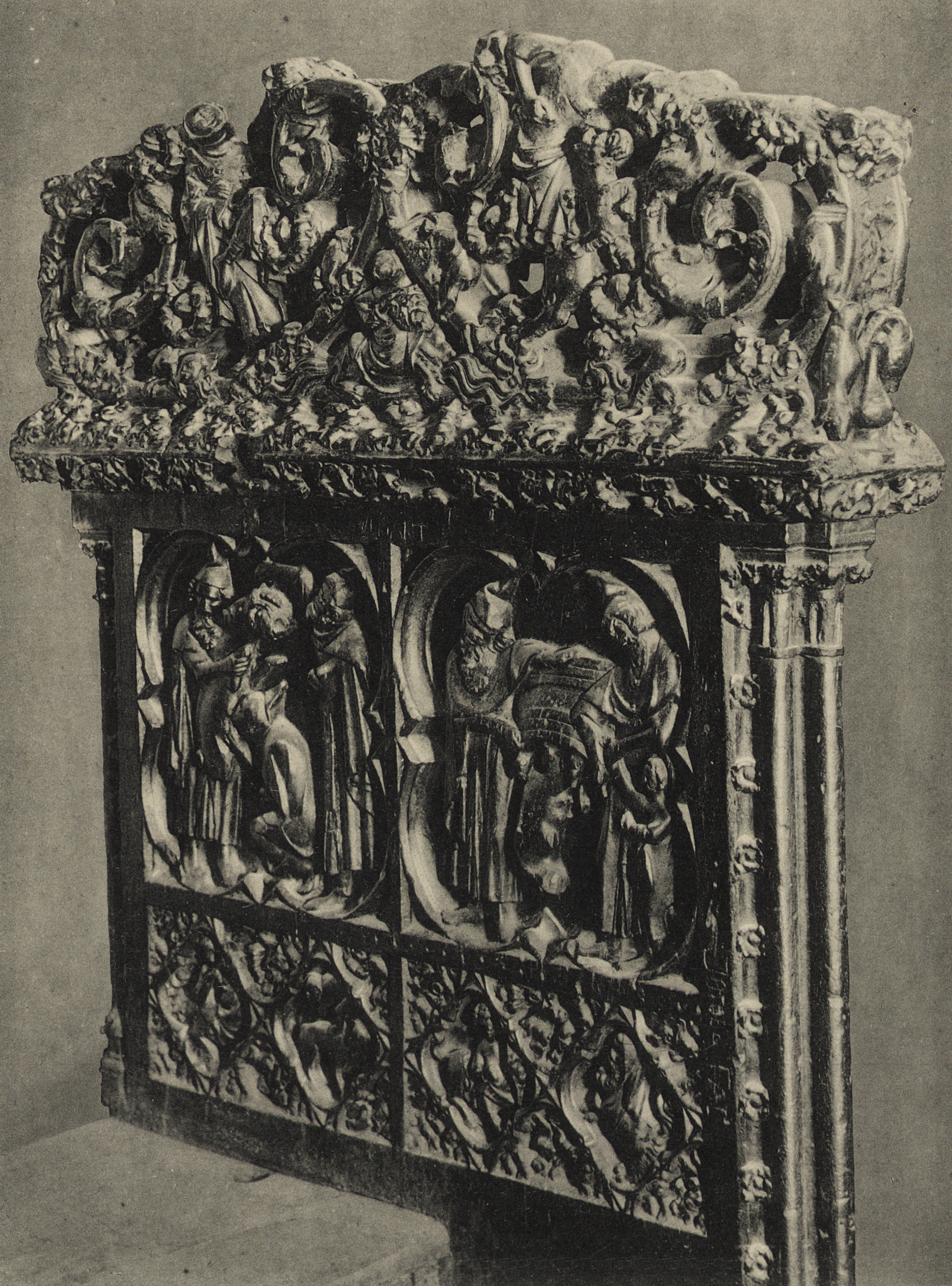
Stalli del coro della cattedrale di Colonia (1)
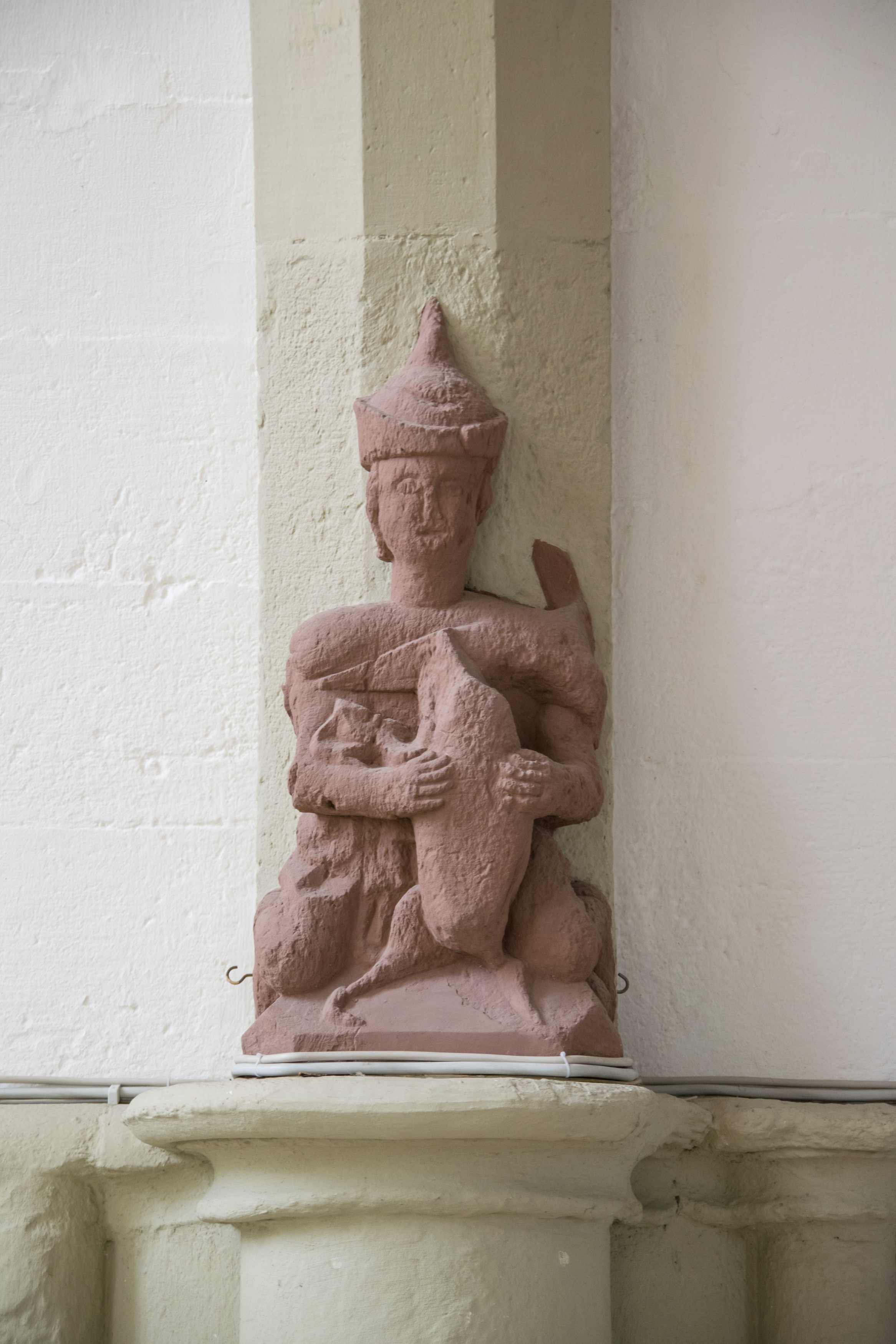
Chiesa evangelico-luterana di Lemgo, atrio occidentale - 1310 circa. (2)
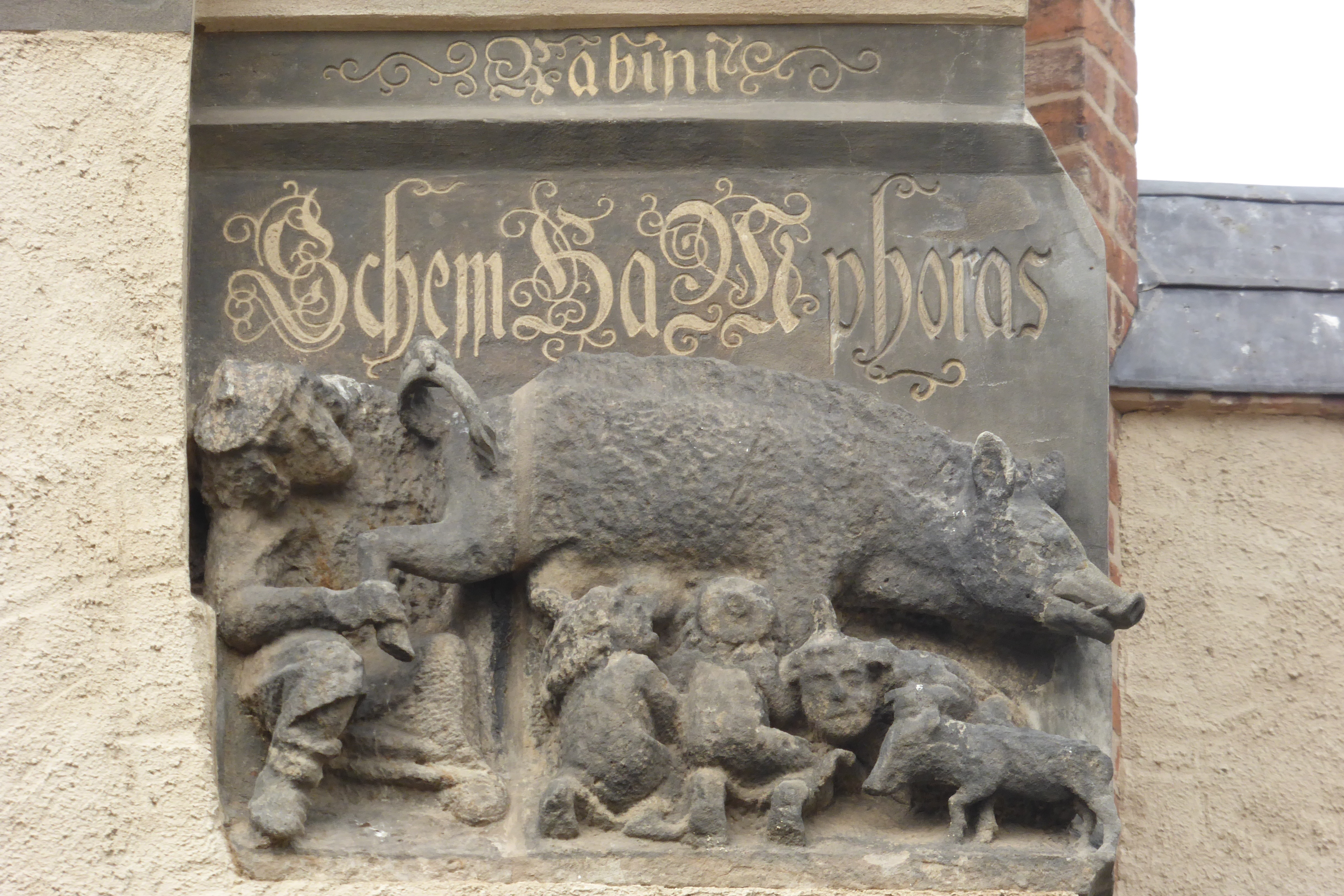
Chiesa luterana cittadina di Wittenberg. (3)
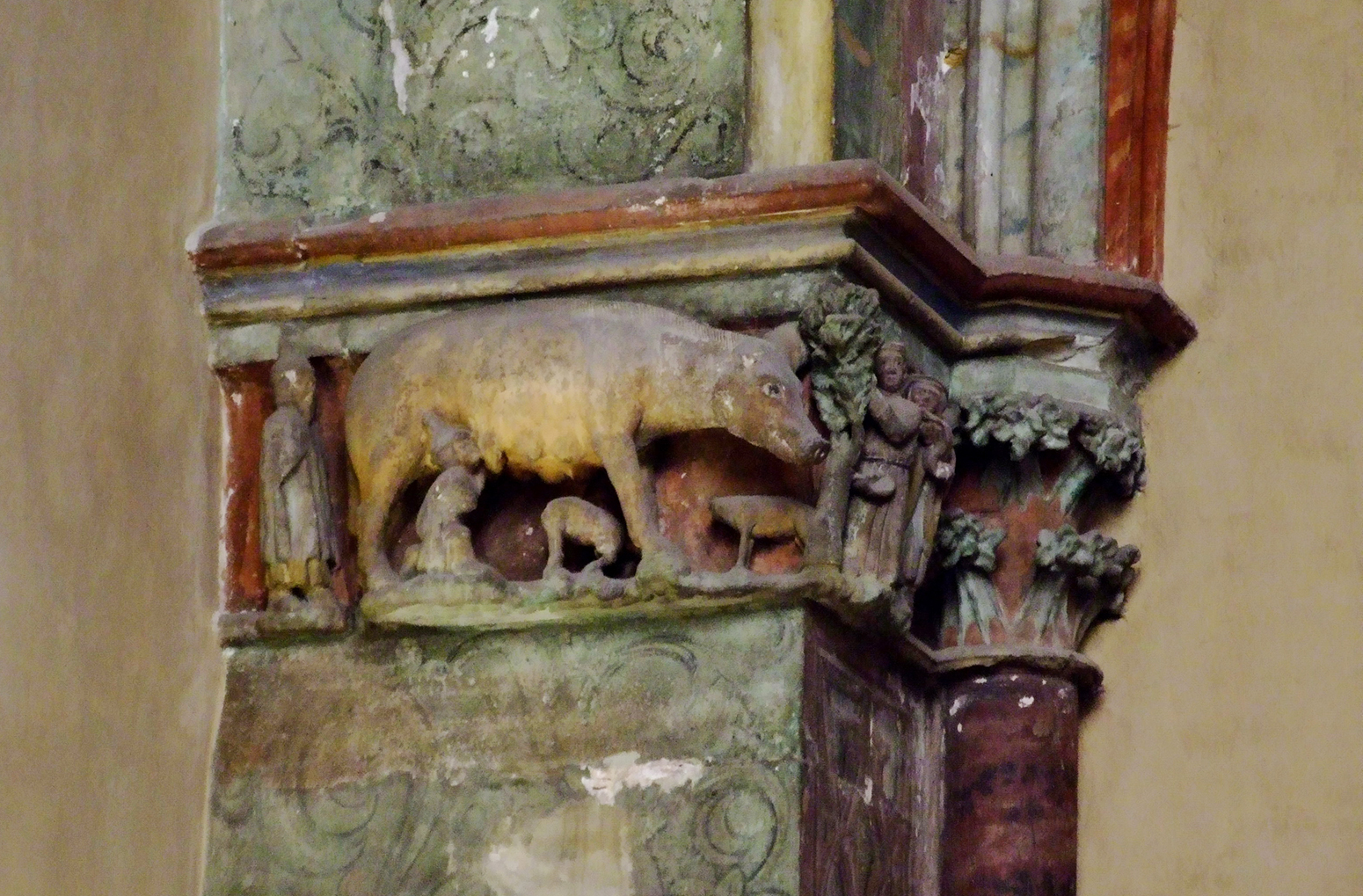
Cattedrale luterana di St. Marien a Magdeburgo. (4)

### Descrizioni
- (1) Nella parte destra del quadrilobo si fa riferimento alla cosiddetta accusa del sangue, una credenza antisemita risalente all'XI secolo
- (2) Un ebreo, riconoscibile dal copricapo, tiene e abbraccia un maiale
- (3) Due ebrei suggono il latte di una scrofa, un terzo si diverte con un maialino e un quarto tiene sollevata una zampa del maiale
- (4) Un ebreo con il cappello a punta è inginocchiato sotto una scrofa e succhia dalle sue mammelle. Due porcellini si trovano sulla destra. A sinistra vi è un ebreo barbuto rivolto al deretano della scrofa (la sua mano destra rotta in origine poggiava verosimilmente sulla scrofa). Attorno all'angolo si vede una scena con due persone: una donna attaccata a una quercia e rivolta verso la scrofa, che tiene una ciotola, e un ebreo con un rotolo scritto.[4]